# Ernst Emil Rosenørn

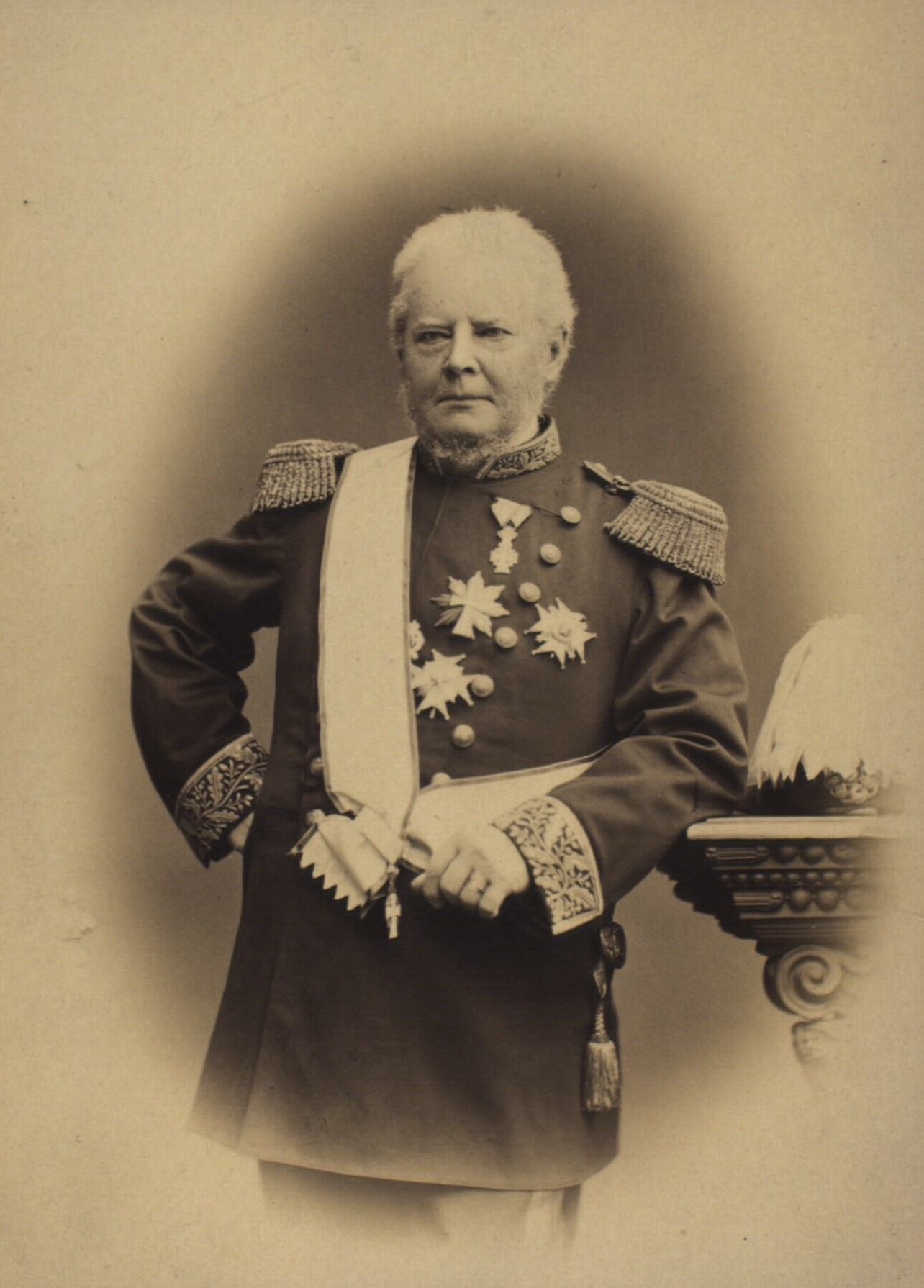
Ernst Emil Rosenørn.

Ernst Emil Rosenørn, född den 7 november 1810 nära Holbæk, död den 8 augusti 1894 i Hillerød, var en dansk statsman.
Rosenørn var 1841–1871 godsägare i Jylland, 1855–1869 med ett kort avbrott folketingsman, 1869–1870 ecklesiastikminister, 1862–1872 direktör för Landbohøjskolen och 1870–1883 Overpresident (överståthållare) i Köpenhamn samt kurator för Vallø stift 1869–1883 och för Vemmetofte kloster 1872–1883. Från 1879 var han kungavald landstingsman och fick 1883 titeln geheimeråd. Han deltog även verksamt i arbetet för förbättring av de fattigare klassernas ställning, var 1875–1878 ordförande i den stora arbetarkommissionen och stod 1884 i spetsen för den så kallade Selvbeskatningen för Danmarks försvar. 